# El paquete
«El paquete» (The Package en su idioma original) es el décimo episodio de la sexta temporada de la serie de televisión Lost. Dirigido por Paul Edwards y escrito por Paul Zbyszewski y Graham Roland. Fue transmitido el 30 de marzo de 2010 por ABC en Estados Unidos y por CTV en Canadá.

## Trama

### En la realidad alterna
En el aeropuerto de Los Ángeles los guardias liberan a Jin y le devuelven el reloj, pero confiscan los $25.000 dólares que llevaba hasta que tramite la documentación requerida. Mientras esperaba, Jin ha perdido la cita que tenía en el restaurante para entregar el reloj y el dinero. Él y Sun llegan juntos pero no están casados sino que mantienen una relación amorosa que ocultan al Sr. Paik, padre de Sun. Aunque toman habitaciones separadas, ambos se quedan en la cama de Sun y ella le revela que tiene un plan para huir de Paik, y una cuenta bancaria con dinero suficiente.
Al día siguiente el mercenario Martin Keamy y su socio Omar llegan a la habitación de Sun a buscar el dinero. Encuentran a Jin y llevan como traductor al ruso Mikhail Bakunin. Sun tiene una cuenta bancaria y ofrece pagarles los 25 mil dólares; Mikhail la acompaña al banco, pero el Sr. Paik ha cerrado la cuenta y retirado los fondos. Mientras tanto, Martin tiene secuestrado a Jin y le cuenta que los 25 mil dólares eran el pago por asesinarlo, ya que Paik se enteró de su relación con Sun y decidió eliminarlo. Jin es dejado solo en el cuarto frío del restaurante y allí escucha las conversaciones de Martin con Sayid, cuando este es llevado secuestrado al mismo lugar. Luego escucha disparos y decide patear las puertas del cuarto, de manera que logra que Sayid oiga y abra la puerta. Sayid no lo desata pero le da una cuchilla y se va. Cuando Jin logra liberarse Mikhail llega con Sun y en la lucha que se desata Jin vence al disparar a un ojo de Mikhail, pero éste ha herido antes a Sun de un balazo. Cuando Jin alza a Sun para llevarla a que atiendan su herida, ella le revela que está embarazada.

### En la isla
El Hombre de Negro argumenta para convencer a Jin de que no debe abandonar su campamento y luego responde a Claire que lo ha oído decirle a Jin que tiene que irse con los seis candidatos para abandonar con ellas la isla. Claire quiere saber si ella y Kate están entre los seis. El Hombre de Negro dice que aunque ellas dos no están entre los seis, él necesita a Claire y en cuanto a Kate, le va a servir solamente hasta que ella influya para que se le unan dos de candidatos.
Cuando el Hombre de Negro sale del campamento, el mismo es atacado por un comando de Widmore, en el que se encuentra Zoe. Adormecen a todos con dardos especiales y secuestran a Jin a quien llevan a la "sala 23", donde la Iniciativa Dharma hacía experimentos de lavado de cerebro. Allí Zoe lo interroga porque su firma aparece en el mapa de focos electromagnéticos elaborado por Dharma. Jin exige ver a Widmore y éste le muestra fotografías de Sun con su hija Ji-Yeon y le dice que si no impiden al Hombre de Negro salir de la isla, las hijas de ambos desaparecerán 
En la playa Ilana está a la espera del regreso de Ricardo. Sun está molesta porque no buscan a Jin y se va furiosa a trabajar en su huerto. Allí es encontrada por el Hombre de Negro (Terry O'Quinn), que le ofrece llevarla a encontrase con Jin, que está con él, pero Sun no le cree y huye corriendo pero se estrella con un árbol y queda inconsciente. Cuando Sun despierta padece de afasia y no puede hablar inglés y habla a los demás en coreano.
Ricardo regresa a la playa con Hugo, decidido a participar en las acciones contra el Hombre de Negro y para que no pueda escapar, va a intentar destruir el avión de Ajira que está en la isla Hidra. Sun se opone al plan porque es el único medio que tienen para irse de la isla, a ella sólo le interesa encontrarse con Jin y regresar. Escribiendo lo que piensa se comunica con Jack, que le promete que al final hará todo para que los dos salgan de la isla y regresen juntos.
El Hombre de Negro al descubrir el rapto de Jin, va acompañado de Sayid hasta la isla Hidra a tratar de recuperar a Jin, pero mientras Sayid se esconde, el Hombre de Negro confronta a Widmore, quien niega tener a Jin. El Hombre de Negro afirma que llegó el momento de la guerra en la isla y mientras él regresa, Sayid emerge del agua en la noche, al lado del submarino de Widmore. Zoe ha ido a recoger un "paquete" que resulta ser Desmond dopado. Sayid escondido observa cómo tratan de despertar a Desmond.